# Pristiphora mollis
Pristiphora mollis är en stekelart som först beskrevs av Hartig 1837.  Pristiphora mollis ingår i släktet Pristiphora, och familjen bladsteklar. Arten är reproducerande i Sverige.